# Astragalus nidularius
Astragalus nidularius är en ärtväxtart som beskrevs av Rupert Charles Barneby. Astragalus nidularius ingår i släktet vedlar, och familjen ärtväxter. Inga underarter finns listade i Catalogue of Life.